# Bondage Fairies
Bondage Fairies (яп. ボンデージフェアリーズ бондэ:дзи фэари:дзу) — порнографическая манга о феях, издававшаяся в журнале Young Lemon с июля 1990 по апрель 1991 года под названием Insect Hunter (яп. インセクト・ハンター инсэкуто ханта:, «Охотник на насекомых»), название было изменено в апреле 1993 года. Создана мангакой Тэруо Какутой, выступавшим под псевдонимом «Кондом» или «Кон Домуси» (яп. 昆童虫). Это манга стала одной из первых в жанре хентай, вышедших за пределами Японии (опубликована Antarctic Press в 1994 году). Она была опубликована на английском языке компанией Eros Comix, также переведена на шведский (Epix Förlag), немецкий (BD erotix), французский (Bdérogène) и итальянский (E.F. edizioni) языки.

## Сюжет
Манга повествует о приключениях двух лесных фей, Фил и Памилы, которые служат защитницами леса. Фил более наивна и невинна на вид, а Памила более открыта и сексуально раскрепощена. Манга включает лесбийские эротические сцены, BDSM, сцены с птицами, животными и насекомыми. Автор снабжал свои работы подробными пояснениями нюансов человеческой анатомии и жизни насекомых.